# Hasso Körtge

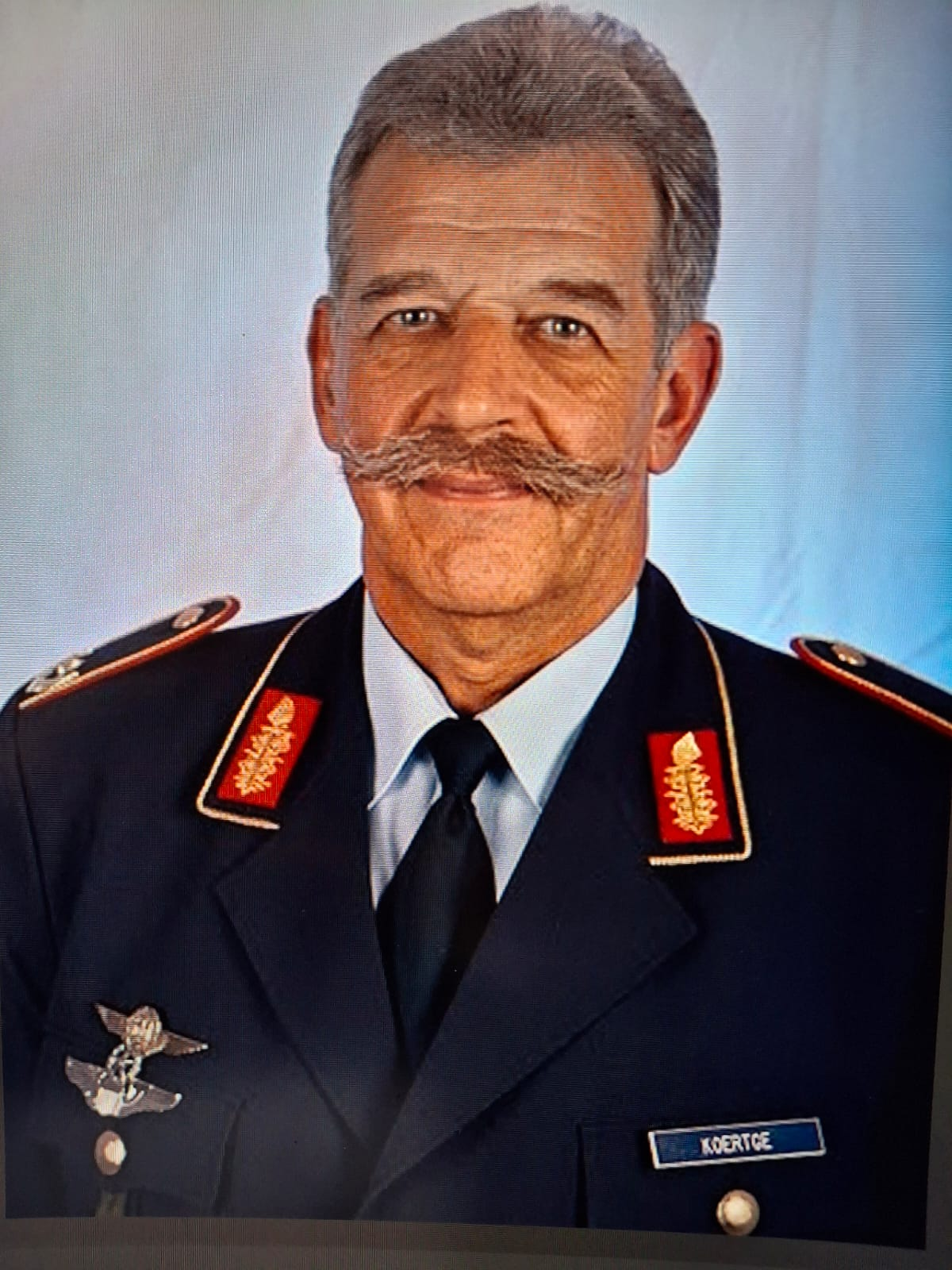
Brigadegeneral Körtge

Hasso Heinz Günther Körtge (* 21. Oktober 1952 in Oldenburg) ist ein deutscher Brigadegeneral außer Dienst der Luftwaffe der Bundeswehr.

## Leben
Körtge trat nach dem Abitur 1972 als Soldat auf Zeit und Reserveoffizieranwärter in die Bundeswehr ein und durchlief die Ausbildung zum Radarflugmelder im Einsatzführungsdienst der Luftwaffe. Er wechselte in den Werdegang der Strahlflugzeugführer und durchlief in den Vereinigten Staaten die Flugausbildung auf den Flugzeugmustern Cessna T 37 Tweet, Northrop T-38 Talon und F-4 Phantom. Von 1978 bis 1985 war er Einsatzpilot, Einsatzoffizier und stellvertretender Staffelkapitän im Jagdgeschwader 71 „Richthofen“ auf dem Fliegerhorst Wittmundhafen.
Von 1985 bis 1987 absolvierte Körtge den 30. Generalstabslehrgang Luftwaffe an der Führungsakademie der Bundeswehr in Hamburg, wo er zum Offizier im Generalstabsdienst ausgebildet wurde. Danach war er Stabsoffizier bei der Second Allied Tactical Air Force der NATO in Rheindahlen und wurde 1989 Kommandeur Fliegende Gruppe im Aufklärungsgeschwader 52 auf dem Fliegerhorst Leck. Ab 1992 war er Dozent und Tutor im Generalstabslehrgang an der Führungsakademie der Bundeswehr in Hamburg und ab 1994 Planungs-Referent im Führungsstab der Luftwaffe (Fü  L) VI 1 im Bundesministerium der Verteidigung in Bonn. 1997 wurde er Luftwaffen-Attaché an der Deutschen Botschaft London im Vereinigten Königreich. Von 2001 bis 2006 hatte er Verwendungen als Gruppen-, Abteilungs- und Bereichsleiter für Operationen im Luftwaffenführungskommando in Köln und wurde 2006 Referatsleiter Fü L III 3 Operationen im Bundesministerium der Verteidigung. Ab 2008 war er Bevollmächtigter Vertreter des Inspekteurs der Luftwaffe beim Einsatzführungsstab des Bundesministeriums der Verteidigung in Berlin und besuchte 2010 das Seminar für Sicherheitspolitik an der Bundesakademie für Sicherheitspolitik.
Vom 14. September 2010 bis September 2014 war Körtge Kommandeur des Bundeswehrkommandos USA und Kanada. Anschließend wurde er in den Ruhestand versetzt.